# Conspiracy of One
Conspiracy of One — шостий студійний альбом американського панк-рок гурту The Offspring. Виданий 14 листопада 2000 року на лейблі Columbia Records. Спочатку планувалося, що альбом можна буде завантажити безкоштовно в Інтернеті, проте перед релізом компанія видавець змінила плани і не виклала альбом для безкоштовного завантаження.
Conspiracy of One дебютував на дев’ятому місці у Billboard 200 з продажами у 125 000 копій у перший тиждень. Через п’ять тижнів після релізу диск отримав золотий та платиновий статуси за результатами продажів. Всього було продано понад 2 300 000 примірників альбому по всьому світі. У підтримку альбому було видано три сингли: Original Prankster, Want You Bad, та Million Miles Away. Це був останній альбом гурту з барабанщиком Ронном Ветлі, який пішов з гурту в 2003 році у інший колектив під назвою Steady Ground.

## Список пісень
Автор музики і слів The Offspring. 
| #     | Назва                     | Тривалість |
| ----- | ------------------------- | ---------- |
| 1.    | «Intro»                   | 0:06       |
| 2.    | «Come Out Swinging»       | 2:47       |
| 3.    | «Original Prankster»      | 3:42       |
| 4.    | «Want You Bad»            | 3:23       |
| 5.    | «Million Miles Away»      | 3:40       |
| 6.    | «Dammit, I Changed Again» | 2:49       |
| 7.    | «Living in Chaos»         | 3:28       |
| 8.    | «Special Delivery»        | 3:00       |
| 9.    | «One Fine Day»            | 2:45       |
| 10.   | «All Along»               | 1:39       |
| 11.   | «Denial, Revisited»       | 4:33       |
| 12.   | «Vultures»                | 3:35       |
| 13.   | «Conspiracy of One»       | 2:17       |
| 37:43 |                           |            |

### Бонус-треки
| Australian/European Bonus Track | Australian/European Bonus Track | Australian/European Bonus Track |
| #                               | Назва                           | Тривалість                      |
| ------------------------------- | ------------------------------- | ------------------------------- |
| 14.                             | «Huck It»                       | 2:38                            |

| Vinyl Bonus Track | Vinyl Bonus Track | Vinyl Bonus Track |
| #                 | Назва             | Тривалість        |
| ----------------- | ----------------- | ----------------- |
| 14.               | «80 Times»        | 2:07              |

## Позиції у чартах
| Назва (1998–1999)     | Найвища позиція | Сертифікат    | Продажі    |
| --------------------- | --------------- | ------------- | ---------- |
| Австралія             | 4               | 2x Платина    | 140,000+   |
| Австрія               | 5               | Золотий       | 10,000+    |
| Бельгія               | 18              | -             | -          |
| Canadian Albums Chart | 4               | 2x Платиновий | 200,000+   |
| Фінляндія             | 4               | Платиновий    | 29,330+    |
| Франція               | 3               | 2x Золотий    | 150,000    |
| Німеччина             | 8               | -             | -          |
| Італія                | 12              | -             | -          |
| Японія                | 2               | 2x Платиновий | 400,000+   |
| Нідерланди            | 32              | -             | -          |
| Нова Зеландія         | 11              | Золотий       | 7,500+     |
| Норвегія              | 11              | -             | -          |
| Польща                | 7               | Золотий       | 15,000+    |
| Швеція                | 8               | Золотий       | 20,000+    |
| Швейцарія             | 4               | Платиновий    | 40,000+    |
| Велика Британія       | 12              | Золотий       | 100,000+   |
| США Billboard 200     | 9               | Платиновий    | 1,000,000+ |